# Weltenburg
Weltenburg ist ein Pfarrdorf und Gemeindeteil der Kreisstadt Kelheim und eine Gemarkung im Landkreis Kelheim in Niederbayern. Hier liegt etwas nördlich vom Ort Weltenburg selbst oberhalb des Donaudurchbruchs in einer Donau-Schlinge das Kloster Weltenburg. Bis 1974 bestand die Gemeinde Weltenburg.

## Lage
Das Pfarrdorf selbst liegt am rechten Ufer der Donau südlich des Klosters. Durch den Ort verläuft die Staatsstraße 2233. Die Gemarkung Weltenburg liegt vollständig auf dem Gebiet der Stadt Kelheim. Auf ihr liegen die Kelheimer Gemeindeteile Arzberg und Weltenburg. Ihre Fläche beträgt etwa 4,7 Quadratkilometer. Ihre benachbarten Gemarkungen sind Stausacker, Kelheim, Thaldorf, Holzharlanden und Staubing. Nördlich des Ortes liegt mit dem Naturwald Buchenwälder in der südlichen Frankenalb eines der größten Waldschutzgebiete Bayerns.

## Geschichte
Schon 45 n. Chr. lag bei Weltenburg auf dem Südufer der Donau der Ausgangspunkt einer römischen Grenz- und Militärstraße, die der Donau stromaufwärts folgend bis zum Kastell Hüfingen bei Donaueschingen führte. Eine lokale Überlieferung besagt, dass das Kloster Weltenburg um das Jahr 617 durch die iro-schottischen Mönche Eustachius und Agilus aus Luxeuil nach den Regeln des Heiligen Kolumban gegründet wurde. Im Zuge der Säkularisation in Bayern wurde am 21. März 1803 auch das Kloster Weltenburg aufgelöst. Es wurde am 1. Juni 1842 jedoch von König Ludwig I. als Priorat des Klosters Metten neu errichtet und am 25. August 1913 durch Prinzregent Ludwig, später König Ludwig III., wieder zur Abtei erhoben.
Die 1818 durch das bayerische Gemeindeedikt gebildete Gemeinde Weltenburg bestand aus den beiden Orten Weltenburg und Arzberg und hatte 1964 eine Fläche von 473,12 Hektar. Am 1. Januar 1975 wurde sie in die Stadt Kelheim eingemeindet. Die Einwohnerzahl der Gemeinde schwankte zwischen 235 (1840) und 616 (1946),

## Sehenswürdigkeiten
- Pfarrkirche St. Johann Baptist und Evangelist
- Kloster Weltenburg
- Donaudurchbruch
- Kleinkastell Weltenburg-Frauenberg